# Canaan (Vermont)
Canaan – miasto w Stanach Zjednoczonych, w stanie Vermont, w hrabstwie Essex.